# Говлі
Говлі (англ. Howley) — містечко в Канаді, у провінції Ньюфаундленд і Лабрадор.

## Населення
За даними перепису 2016 року, містечко нараховувало 205 осіб, показавши скорочення на 7,2%, порівняно з 2011-м роком. Середня густина населення становила 10,3 осіб/км².
З офіційних мов обидвома одночасно не володів жоден з жителів, тільки англійською — 205.
Працездатне населення становило 45,7% усього населення, рівень безробіття — 31,2% (0% серед чоловіків та 33,3% серед жінок). 93,8% осіб були найманими працівниками.

## Клімат
Середня річна температура становить 3,7°C, середня максимальна – 19,6°C, а середня мінімальна – -14,1°C. Середня річна кількість опадів – 1 104 мм.
| Клімат поселення                              | Клімат поселення | Клімат поселення | Клімат поселення | Клімат поселення | Клімат поселення | Клімат поселення | Клімат поселення | Клімат поселення | Клімат поселення | Клімат поселення | Клімат поселення | Клімат поселення | Клімат поселення |
| Показник                                      | Січ.             | Лют.             | Бер.             | Квіт.            | Трав.            | Черв.            | Лип.             | Серп.            | Вер.             | Жовт.            | Лист.            | Груд.            |                  |
| Середній максимум, °C                         | −2,78            | −3,68            | 0,70             | 6,37             | 11,90            | 16,82            | 19,55            | 19,00            | 14,56            | 9,10             | 4,20             | −1,37            |                  |
| Середня температура, °C                       | −7,99            | −8,89            | −4,51            | 1,16             | 6,69             | 11,61            | 16,31            | 15,76            | 11,34            | 5,88             | 0,96             | −4,6             |                  |
| Середній мінімум, °C                          | −13,19           | −14,09           | −9,72            | −4,03            | 1,48             | 6,40             | 13,10            | 12,55            | 8,11             | 2,65             | −2,26            | −7,83            |                  |
| Норма опадів, мм                              | 96               | 78               | 76               | 71               | 78               | 85               | 92               | 110              | 105              | 107              | 105              | 101              |                  |
| Середньомісячна швидкість вітру, м/с          | 4.43             | 4.20             | 4.30             | 4.06             | 3.70             | 3.40             | 3.21             | 3.20             | 3.44             | 3.64             | 4.00             | 4.25             |                  |
| Середньомісячна сонячна радіація, кДж/м²·день | 3578             | 6580             | 10818            | 14439            | 17667            | 19033            | 18590            | 15679            | 11555            | 6905             | 3803             | 2702             |                  |
| --------------------------------------------- | ---------------- | ---------------- | ---------------- | ---------------- | ---------------- | ---------------- | ---------------- | ---------------- | ---------------- | ---------------- | ---------------- | ---------------- | ---------------- |
| Джерело:                                      |                  |                  |                  |                  |                  |                  |                  |                  |                  |                  |                  |                  |                  |